# Mosteiro de Rangdum

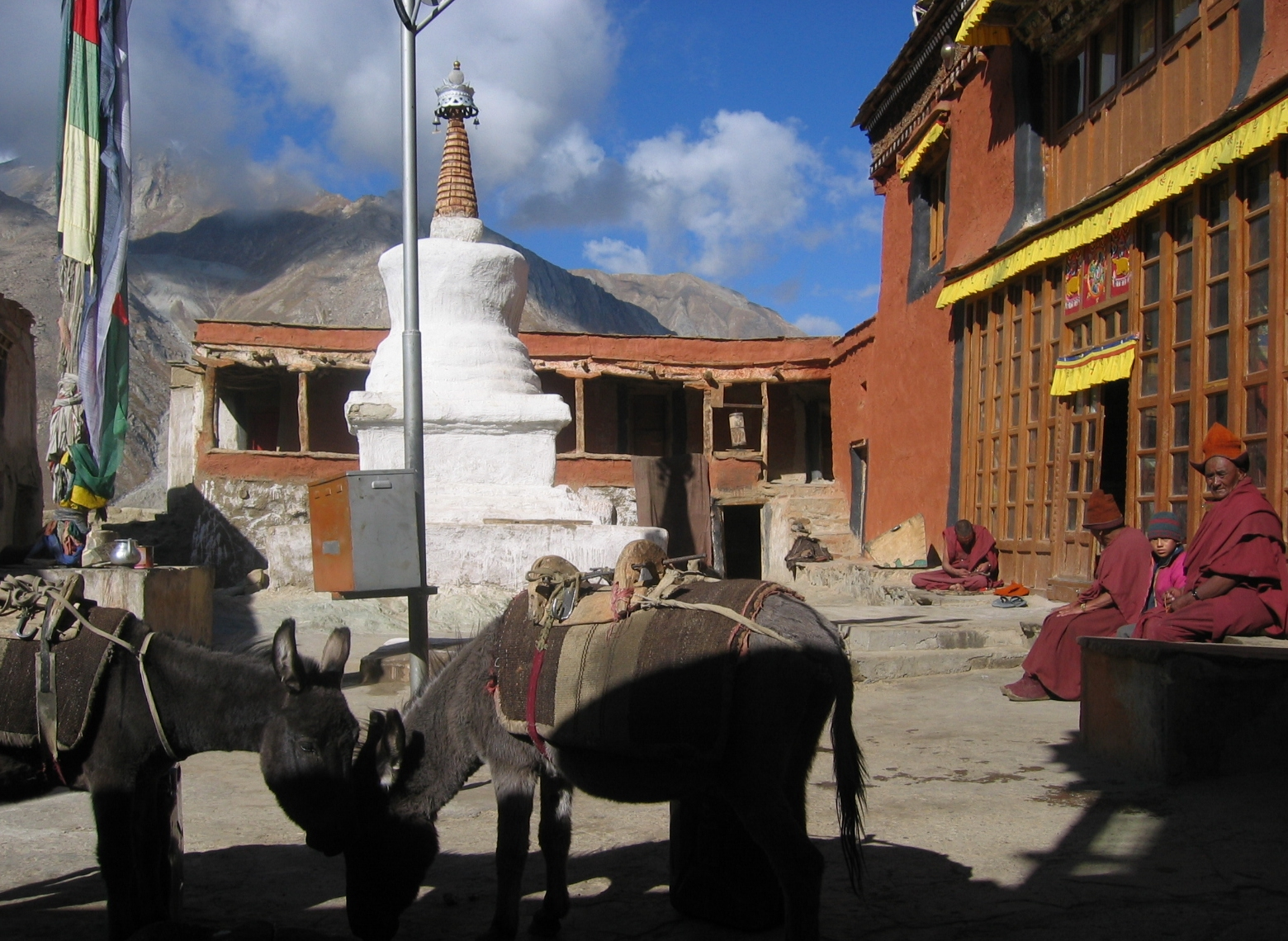
Interior do mosteiro e dois dos seus famosos burros

O Mosteiro de Rangdum ou Gompa de Rangdum é um mosteiro budista tibetano (gompa) do Ladaque, noroeste da Índia. Pertencente à seita Gelug, situa-se no cimo de uma pequena colina muito íngreme, que se ergue na margem de um afluente do rio Suru a pouco mais de 4 000 metros de altitude, na parte superior do vale de Suru, junto à minúscula aldeia de Julidok e a pouca distância da de Rangdum.

## Descrição
Apesar de se situar a jusante do passo de montanha de Pensi La, que fica 26 km a sul de Rangdum por estrada e que é considerado o limite da região de Zanskar, a área já pertence aquela região em termos culturais e religiosos, nomeadamente porque a religião dos habitantes é o budismo tibetano. A estrada que liga Cargil a Padum, a principal aldeia de Zanskar, passa em Rangdum. Por essa estrada, a aldeia fica 46 km a leste de Parkachik, 127 km a sul-sudeste de Cargil e 105 km a noroeste de Padum.
A área do vale de Suru a montante de Parkachik é praticamente desabitada e a pequena aldeia de Rangdum é o último povoado antes de Pensi La. O clima é terrivelmente inclemente, ao ponto de em muitos anos não haver colheitas, só possíveis no curto verão. À parte dos produtos fornecidos pelos animais, a população e o mosteiro estão dependentes dos produtos comprados nas regiões vizinhas.
No início da década de 1980 viviam no mosteiro cerca de 30 monges e outros tantos burros. Segundo um livro publicado em 2009, nessa época apenas 5 monges viviam em permanência no mosteiro, devido a receios pela segurança, em grande parte causados por um incidente ocorrido em 11 de julho de 2000, quando alguns militantes rebeldes entraram no mosteiro e mataram três lamas. No entanto, segundo vários sites relacionados com turismo aparentemente publicados na década de 2000 ou posteriormente, vivem no mosteiro 40 ou mesmo mais de 50 monges.
Segundo algumas fontes históricas, o mosteiro foi construído pelo Ngari Rinpoche tibetano Lobzang Gelek Yeshes Dakpa, durante o reinado de Tsewang Namgyal na primeira metade do século XVIII. No entanto, para a estudiosa do Ladaque Janet Rizvi a construção ocorreu no final desse século.
A principal atração do dukhang (sala de assembleia e oração) do mosteiro é uma antiga escultura em manteiga, que é guardada num armário envidraçado. Num pequeno templo distante do pátio central há pinturas murais que os monges dizem ser do tempo da fundação, mas as suas cores são tão vivas que parecem ter sido pintadas há apenas alguns dias. Nessas pinturas podem ver-se divindades de aspeto feroz em cenas de Yab-Yum (representação simbólica de relações sexuais), uma parede com os "Mil Budas" e uma cena de batalha que supostamente representa os guerreiros defensores da mítica Shambha-la a repelirem invasores da sua terra.

## História da fundação do mosteiro
Segundo uma fonte histórica não especificada, o Ngari Rinpoche visitou o Ladaque em 1726 e encontrou-se com o rei, que lhe pediu para ficar no seu reino e, após ter recebido ensinamentos do lama, pediu-lhe que construísse um mosteiro. O lama começou por procurar um local perto de Lé, mas como não encontrou nenhum local apropriado e a área já tinha muitos mosteiros decidiu ir para o Zanskar. Após alguns dias a viajar nessa região, chegou a uma colina perto de Rangdum que ao longe lhe fez lembrar um leão. Ali dormiu uma noite e teve um sonho em que alguns habitantes do Zanskar se tinham juntado perto da capital do Ladaque para pedir a Buda que construísse um mosteiro em Rangdum para parar com as atividades dos maus espíritos e obter paz e harmonia nas suas aldeias.
O rei ladaque ofereceu o vale de Rangdum e as pastagens vizinhas ao Ngari Rinpoche, que começou a construir o mosteiro. Quando estavam a ser feitas as fundações, foram encontradas duas estátuas de mármore de Milarepa e de Buda. As obras ficaram prontas em 1735.